# Préchac-sur-Adour
Préchac-sur-Adour è un comune francese di 217 abitanti situato nel dipartimento del Gers nella regione dell'Occitania.

## Società

### Evoluzione demografica
Abitanti censiti